# Amnaj Kaewkiew
Amnaj Kaewkiew ou อำนาจ แก้วเขียว en thaï, né le 11 janvier 1975 à Phitsanulok, est un ancien footballeur thaïlandais. Il est actuellement entraîneur.

## Palmarès
- Krung Thai Bank :
  - Champion de Thaïlande en 2003 et 2004.

- Bangkok Glass :
  - Vainqueur de la Coupe de la Reine en 2009.
  - Vainqueur de la Supercoupe de Thaïlande en 2009.
  - Vainqueur de la Coupe de Singapour en 2010.